# سی و دومین جشنواره بین‌المللی فیلم ونیز
سی و دومین جشنواره بین‌المللی فیلم ونیز از ۲۵ اوت تا ۶ سپتامبر ۱۹۷۱ میلادی (۳ تا ۵ شهریور ۱۳۵۰ خورشیدی) برگزار شد.
در این دوره از جشنواره فیلم ونیز، هیئت داورانی وجود نداشت زیرا که از سال ۱۹۶۹ تا ۱۹۷۹ این جشنواره رقابتی نبود. جان فورد، مارسل کارنه و اینگمار برگمان جایزه شیر طلایی برای یک عمر دستاورد هنری را دریافت کردند.

## انتخاب‌های رسمی
- شیاطین اثر کن راسل (بریتانیا)
- La vacanza اثر تینتو براس (ایتالیا)
- مهمان اثر لیلیانا کاوانی (ایتالیا)
- آخرین فیلم ساخته دنیس هاپر (ایالات متحده آمریکا)
- گاو اثر داریوش مهرجویی (ایران)

## جوایز رسمی

### شیر طلایی برای یک عمر دستاورد هنری:
- جان فورد
- مارسل کارنه
- اینگمار برگمان

## جوایز مستقل

### جایزه FIPRESCI (فدراسیون بین‌المللی منتقدان فیلم)
- گاو اثر داریوش مهرجویی

### جایزه پاسینتی
- بهترین فیلم خارجی: شیاطین ساخته کن راسل
- بهترین فیلم ایتالیایی: La vacanza ساخته تینتو براس

### جایزه CIDALC
- آخرین فیلم ساخته دنیس هاپر

### سکان طلایی
- مهمان اثر لیلیانا کاوانی